# Unterer Ehegraben
Der Untere Ehegraben ist ein Auengraben rechts des Ehebachs im Gebiet der Gemeinde Diespeck im mittelfränkischen Landkreis Neustadt an der Aisch-Bad Windsheim, der diesem von rechts und Westen kurz vor dessen eigener Mündung in die Aisch zufließt.
Wenig talaufwärts läuft dem Ehebach der auf den Hügeln entstehende Ehegraben ebenfalls von rechts zu.

## Geographie

### Verlauf
Der Untere Ehegraben beginnt seinen Grabenlauf auf etwa 285 m ü. NHN etwa 300 Meter östlich des kleinen Diespecker Dorfes Ehe am Knick eines Feldweges in der breiten und flachen rechten Ehebach-Aue, weniger als 230 Meter von diesem entfernt. Parallel zu dessen Hauptrichtung zieht der fast durchweg von Gehölzbewuchs freie Graben ost- bis nordostwärts. Etwa 300 Meter nördlich der Bruckenmühle der Gemeinde mündet er auf etwa 284 m ü. NHN neben einem Steg über diesen in den Ehebach, der weniger als hundert Meter weiter selbst in die Aisch einfließt.

### Einzugsgebiet
Der Untere Ehegraben hat ein etwa 0,8 km² großes Einzugsgebiet, das sich südwärts auf den rechten Ehebachhang bis auf den Birkenberg erstreckt und dort seine maximale Höhe von etwa 355 m ü. NHN erreicht. Das Gebiet gehört naturräumlich zum Aischgrund, politisch bis auf einen nur kleinen Zwickel um den höchsten Punkt, der zur Stadt Neustadt an der Aisch rechnet, zur Gemeinde Diespeck. Das ganze Gebiet ist unbesiedelt und wird landwirtschaftlich genutzt, etwas Wald am Unterhang, auf dem Birkenberg und an der Mühlgraben-Rinne ausgenommen. Die auftretenden geologischen Schichten sind der Sandsteinkeuper auf den Höhen, tiefer der Gipskeuper (Grabfeld-Formation) und das Auensedimentband um den Ehebach, in dem das Gewässer selbst liegt.

### Zuflüsse und Seen
Dem Unteren Ehebach laufen nur zwei Stichgräben vom rechten Auenrand her zu, die am Rand der dort entlang ziehenden Kreisstraße NEA 15 beginnen und höchsten 150 Meter lang sind. Die topographische Karte vermerkt rechts des Unteren Ehebachs einige kleine unbeständige Lachen, die auch auf Luftfotos andeutungsweise zu erkennen sind. Auf den Unterlauf zu zieht sich zuletzt die Talmulde Mühlgraben nordöstlich vom Birkenberg herab, die aber zumindest in der Aue nicht durch einen offenen Wasserlauf entwässert wird.

### BayernAtlas („BA“)
Amtliche Online-Gewässerkarte mit passendem Ausschnitt und den hier benutzten Layern: Lauf und Einzugsgebiet des Unteren Ehegrabens

Allgemeiner Einstieg ohne Voreinstellungen und Layer: BayernAtlas der Bayerischen Staatsregierung (Hinweise)
1. 1 2 3  Höhe abgefragt auf dem Hintergrundlayer Amtliche Karte (Rechtsklick).
2. 1 2  Länge abgemessen auf dem Hintergrundlayer Amtliche Karte.
3. ↑  Einzugsgebiet abgemessen auf dem Hintergrundlayer Amtliche Karte.
4. ↑  Geologie nach dem Layer Geologischen Karte 1:500.000.

### Sonstige
1. ↑  Karl Albert Habbe: Die naturräumlichen Einheiten auf Blatt 153 Bamberg – Ein Problembündel und ein Gliederungsvorschlag. In: Mitteilungen der Fränkischen Geographischen Gesellschaft 2003/2004, S. 55–102 (PDF-Download)